# Agnes Winifred O'Farrelly
Agnes Winifred O'Farrelly (7 juli 1874, Virginia, County Cavan - 5 november 1951, Dublin) was een Ierse hoogleraar en schrijfster die zich inzette voor vrouwenrechten en de Ierse cultuur, economie en sport.

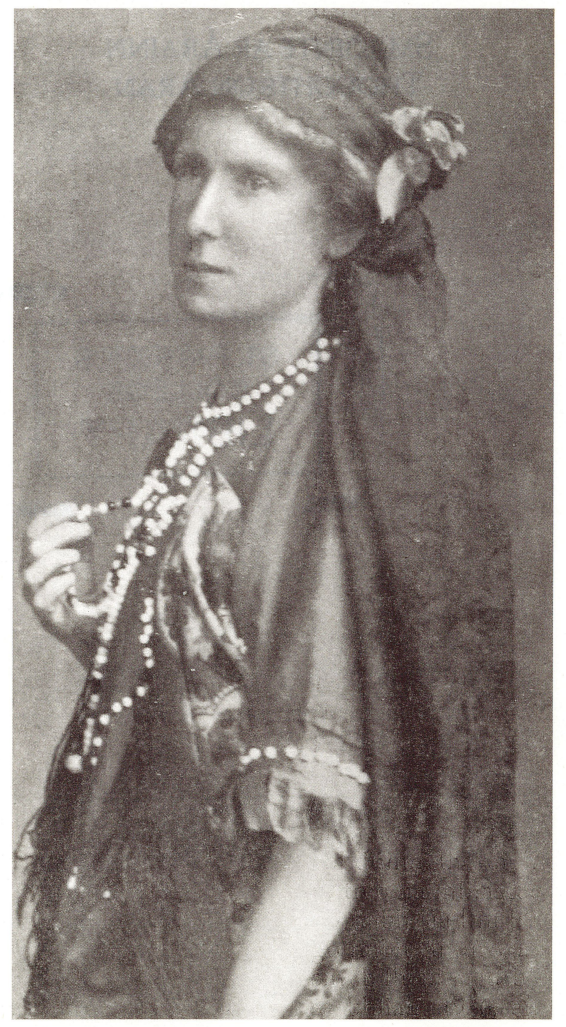
Agnes O'Farrelly, circa 1890

O'Farrelly was een van de 8 kinderen van Peter Dominic Farrelly en Ann Sheridan. Binnen het gezin en de familie was veel  belangstelling voor de Ierse taal, en dat gold ook voor Agnes. 
In 1895 werd een artikel van haar gepubliceerd in de populaire regionale krant 'Anglo-Celt', waarna de redacteur van dit blad haar aanmoedigde literatuur te gaan studeren. Ze volgde dit advies en studeerde in 1900  af aan de Royal University of Ireland.

## Academische loopbaan
Ze kreeg na haar afstuderen een aanstelling als docent Iers aan de Alexandra en Loreto Colleges.
Ze was in 1902 een van de oprichters van de Irish Association of Women Graduates and Candidate Graduates, een vereniging die tot doel had om gelijke kansen in het universitair onderwijs te bevorderen.
Ze werd in 1909 benoemd tot docent modern Iers aan het University College Dublin (UCD) en was lid van het UCD-bestuur. Nadat Douglas Hyde met emeritaat ging werd ze hoogleraar modern Iers. Deze functie bekleedde ze tot haar emeritaat in 1947. Ze was tevens voorzitter van de Irish Federation of University Women en van de National University Women Graduates' Association.

## Overige activiteiten
O'Farrelly bekleedde  functies in uiteenlopende organisaties en was daarnaast schrijfster.
Ze was onder nauw betrokken bij de Gaelic League die zich inzet voor de Ierse taal en cultuur, en verwante organisaties die actief waren in de Ierse onafhankelijkheidsstrijd.
Ze zat in 1914 de oprichtingsvergadering voor van Cumann na mBan,  een Ierse Republikeinse paramilitaire vrouwenorganisatie, maar verliet deze kort daarna vanwege de steun die deze gaf aan de rekrutering voor het Britse leger tijdens de Eerste Wereldoorlog. Ze was lid van een commissie van vrouwen die in 1922 tevergeefs onderhandelde met IRA-leiders om een burgeroorlog te voorkomen. Ze deed in 1923 en 1927 mee aan de verkiezingen als onafhankelijke kandidaat in het National University of Ireland kiesdistrict maar verloor beide keren. 
In 1937 was O'Farrelly nauw betrokken bij de campagne van de National University Women Graduates Association tegen de grondwet, om artikelen te schrappen die als discriminerend voor vrouwen werden beschouwd.
Ze bekleedde diverse functies in de de camogie-wereld. Ze was bijvoorbeeld voorzitter (1914–1951) van de UCD Camogie Club (1914-1951) en de Camogie Association of Ierland.
O'Farrelly  was tevens actief in organisaties die de Ierse industrie wilden stimuleren. Ze was bijvoorbeeld voorzitter van de Irish Industrial Development Association. 
Ze publiceerde als dichter en schrijver zowel in het Iers als het Engels, vaak onder het pseudoniem 'Uan Uladh'. Haar belangrijkste prozatitels zijn 'The reign of humbug' (1900), 'Leabhar an Athar Eoghan' (1903), 'Filidheacht Segháin Uí Neachtáin' (1911) en 'Grádh agus crádh' (1901) en wat betreft poëzie 'Out of the depths' (1921) and 'Áille an domhain' (1927).

## Privé
Ze stierf op 5 november 1951 in Dublin. Ze is nooit getrouwd. 

## Bron
- https://www.dib.ie/biography/ofarrelly-agnes-winifred-a6741